# Pathanamthitta
Pathanamthitta là một thành phố và khu đô thị của quận Pathanamthitta thuộc bang Kerala, Ấn Độ.

## Địa lý
Pathanamthitta có vị trí 9°16′B 76°47′Đ / 9,27°B 76,78°Đ Nó có độ cao trung bình là 19 mét (62 feet).

## Nhân khẩu
Theo điều tra dân số năm 2001 của Ấn Độ, Pathanamthitta có dân số 37.802 người. Phái nam chiếm 49% tổng số dân và phái nữ chiếm 51%. Pathanamthitta có tỷ lệ 85% biết đọc biết viết, cao hơn tỷ lệ trung bình toàn quốc là 59,5%: tỷ lệ cho phái nam là 86%, và tỷ lệ cho phái nữ là 85%. Tại Pathanamthitta, 10% dân số nhỏ hơn 6 tuổi.